# Войска обслуживания армии США
Войска обслуживания армии США (англ. Army Service Forces, ASF) были одной из трёх автономных составляющих армии США  («Army of the United States») во время Второй мировой войны, другими были ВВС Army Air Forces (AAF) и сухопутные Army Ground Forces (AGF). Они были созданы 28 февраля 1942 года Указом президента №9082 «Reorganizing the Army and the War Department» («Реорганизация армии и военного министерства») и циркуляром военного министерства №59 от 2 марта 1942 года.

## Создание
В марте 1942 года произошла крупномасштабная реорганизация армии. Это было результатом неудовлетворенности существующей структурой, при том что AAF, в частности, стремились к большей автономии. Однако главным управляющим был начальник штаба, генерал Джордж Маршалл, который чувствовал себя перегруженным большим количеством офицеров и агентств, по крайней мере 61-м, с непосредственным доступом к нему.
Начальник штаба хотел, чтобы ему докладывало не более трех команд, поэтому всё, что не вписывалось в AGF или AAF, стало частью Службы снабжения (Services of Supply), которая 12 марта 1943 года была переименована в Army Service Forces, так как чувствовалось, что термин «снабжение» не совсем точно описывает их широкий спектр деятельности.

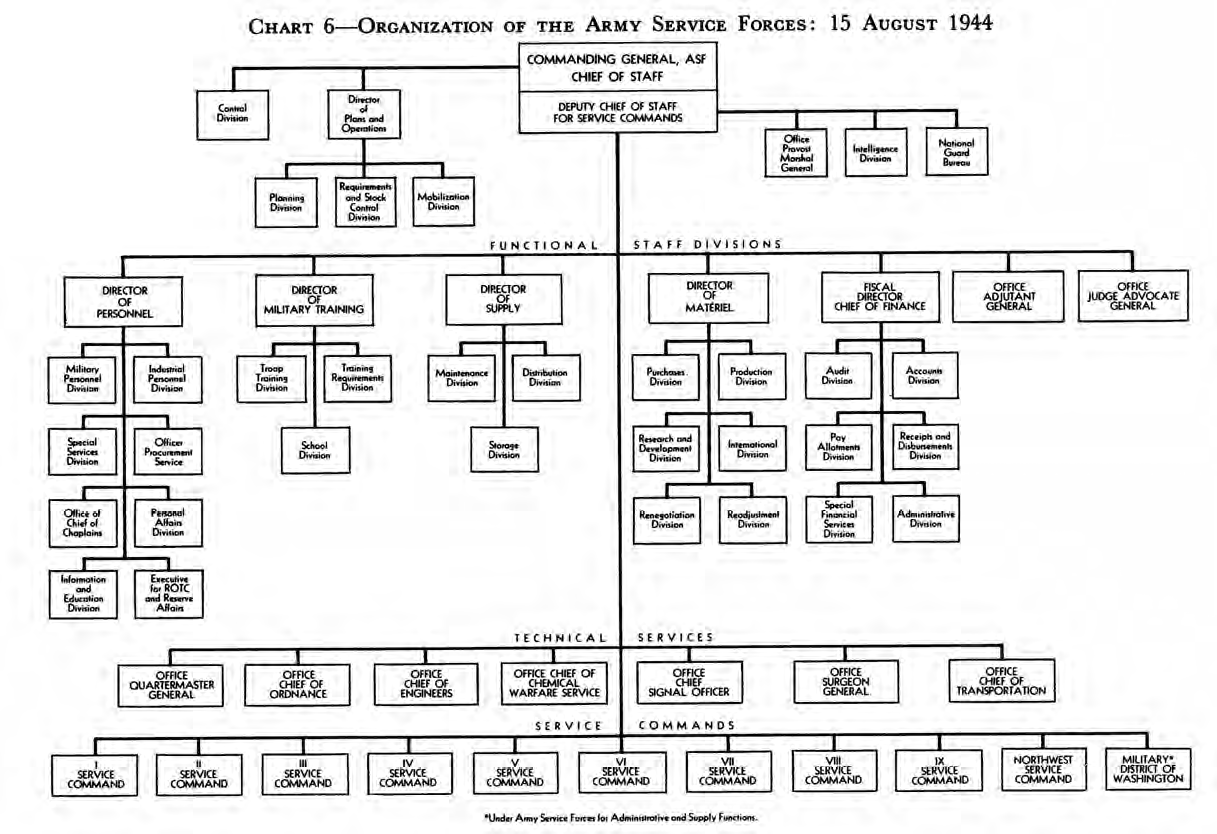
Структура ASF на 15 августа 1944

ASF объединило вместе элементы пяти различных составляющих армии: элементы Генерального штаба военного министерства, особенно его G-4 составляющую; управление заместителя военного министра; восемь административных бюро; девять территориальных корпусов, которые стали командованиями обслуживания; и шесть снабженческих родов войск и служб, которые стали известны как технические службы.

## Технические службы
Шесть технических служб образовали собой часть ASF когда их сгруппировали в 1942 году: Инженерный корпус, Корпус связи, Квартирмейстерский корпус, Артиллерийский корпус, Химический корпус и Медицинский корпус. Седьмая техническая служба, Транспортный корпус, была создана как Transportation Division (отдел транспортировок) 28 февраля 1942 года в соответствии с Указом президента №9082. Он был переименован в Транспортную службу в апреле 1942 года и стал самостоятельным корпусом 31 июля 1942 года. Транспортный корпус взял под свой контроль порты погрузки, регулировочные пункты и железные дороги.
В отличие от начальников боевых ответвлений, чьи управления были упразднены и их полномочия были переведены на начальника AGF, ни обязанности, ни структура технических служб не были сменены в процессе становления частью ASF, но изменился их статус, и начальники больше не имели непосредственного доступа к начальнику штаба или военному министру.
Каждая из Технических служб заведовала своими собственными заготовками и полевыми складами.

## Знак различия
Согласно веб-сайту Института геральдики Армии США, знак различия ASF состоял из «голубой пятиконечной звезды, одним остриём вверх, 13⁄8 дюйма в диаметре на белом фоне внутри красной рамки, наружный диаметр 21⁄4 дюйма, внутри ряд из шести полусферических долек». Нашивка была утверждена 30 июля 1941 года и имела несколько переназначений.
Знак был переназначен в нашивку «ASF» в марте 1943 года; «Technical and Administrative Services» в июне 1946 года; и «DA Staff Support» в 1969 году. Нарукавный знак отличия сейчас утверждён для персонала, назначенного в Field Operating Agencies (Оперативное полевое агентство) Министерства Армии США. С 1980 по 2006 год его носили члены U.S. Army Trial Defense Service.

## Командования
| - First Service Command (Первое командование обслуживания) Штаб-квартира: Бостон, Массачусетс Коннектикут Нью-Гэмпшир Мэн Массачусетс Род-Айленд Вермонт - Second Service Command (Второе командование) Штаб-квартира: остров Говернорс, Нью-Йорк Делавэр Нью-Джерси Нью-Йорк - Third Service Command (Третье командование) Штаб-квартира: Балтимор, Мэриленд Округ Колумбия Мэриленд Пенсильвания Виргиния - Fourth Service Command (Четвертое командование) Штаб-квартира: Атланта, Джорджия Алабама Флорида Джорджия Теннесси Миссисипи Северная Каролина Южная Каролина - Fifth Service Command (Пятое командование) Штаб-квартира: Колумбус, Огайо Индиана Кентукки Огайо Западная Виргиния | - Sixth Service Command (Шестое командование) Штаб-квартира: Чикаго, Иллинойс Иллинойс Висконсин Мичиган - Seventh Service Command (Седьмое командование) Штаб-квартира: Омаха, Небраска Колорадо Айова Канзас Миннесота Вайоминг Миссури Небраска Северная Дакота Южная Дакота - Eighth Service Command (Восьмое командование) Штаб-квартира: Сан-Антонио, Техас позднее перемещена в Даллас, Техас Арканзас Луизиана Техас Нью-Мексико Оклахома - Ninth Service Command (Девятое командование) Штаб-квартира: Форт Дуглас, Юта Аризона Калифорния Айдахо Монтана Невада Орегон Юта Вашингтон |